# Kono
Het district Kono is gelegen in de provincie Eastern in Sierra Leone.